# Callum Hudson-Odoi
Callum James Hudson-Odoi (Wandsworth, London, 2000. november 7. –) angol válogatott labdarúgó, a Nottingham Forest játékosa. Testvére, Bradley Hudson-Odoi ghánai korosztályos válogatott játékos és a Hampton & Richmond Borough csapatában szerepel.

## Pályafutása

### Klubcsapatban
2007-ben csatlakozott a Chelsea akadémiájához. 2018. január 28-án mutatkozott be az első csapatban a Newcastle United elleni kupa mérkőzésen, a 81. percben Pedro cseréjeként. Három nappal később a bajnokságban is debütált, a Bournemouth ellen hazai pályán 3–0-ra elvesztett mérkőzésen a 65. percben váltotta Davide Zappacostát.

### A válogatottban
Részt vett a 2017-es U17-es labdarúgó-Európa-bajnokságon, amely a döntőig jutott. Az U17-es labdarúgó-világbajnokságon a döntőben két gólpasszal vette ki részét a torna megnyerésében, valamint a mérkőzés legjobbjának választották.

## Statisztika
2018. április 1-i állapot szerint.
| Klub             | Szezon           | Bajnokság        | Bajnokság | Bajnokság | FA-kupa | FA-kupa | Ligakupa | Ligakupa | Nemzetközi | Nemzetközi | Összesen | Összesen |
| Klub             | Szezon           | Osztály          | Mérk.     | Gól       | Mérk.   | Gól     | Mérk.    | Gól      | Mérk.      | Gól        | Mérk.    | Gól      |
| ---------------- | ---------------- | ---------------- | --------- | --------- | ------- | ------- | -------- | -------- | ---------- | ---------- | -------- | -------- |
| Chelsea          | 2017–18          | Premier League   | 2         | 0         | 2       | 0       | 0        | 0        | 0          | 0          | 4        | 0        |
| Chelsea          | Összesen         | Összesen         | 2         | 0         | 2       | 0       | 0        | 0        | 0          | 0          | 4        | 0        |
| Karrier összesen | Karrier összesen | Karrier összesen | 2         | 0         | 2       | 0       | 0        | 0        | 0          | 0          | 4        | 0        |

## Sikerei, díjai

### Válogatott
- Anglia U17
  - U17-es labdarúgó-Európa-bajnokság döntős: 2017
  - U17-es labdarúgó-világbajnokság: 2017

## További Információk
- Callum Hudson-Odoi adatlapja a Chelsea honlapján (angolul)
- Callum Hudson-Odoi adatlapja a Premier League honlapján (angolul)
- Callum Hudson-Odoi adatlapja a Soccerway oldalon (angolul)
- Callum Hudson-Odoi adatlapja a Transfermarkt honlapján (angolul)